# Diamond FC
Diamond FC ist ein im Jahr 2014 gegründeter Fußballverein aus Anguilla. Der Verein spielt in der Saison 2018 in der AFA League, der höchsten Spielklasse des Fußballverbands von Anguilla. Größter Erfolg in der nationalen Meisterschaft war der 2. Platz am Ende der Saison 2015/16.